# Alex Campos
Édgar Alexánder Campos Mora (Bogotá, 10 de setembro de 1976 ), mais conhecido como Álex Campos, é um cantor, compositor, músico e produtor musical colombiano de música cristã evangélica, considerado um dos principais expoentes desse gênero musical. Vencedor de cinco prêmios Grammy Latino de melhor álbum cristão em espanhol. Desde 2001 pertence à companhia musical Misión Vida, fundada por ele mesmo para promover seu ministério. É intérprete de várias canções conhecidas no meio cristão como "Sueño de morir", "Al taller del maestro", "Me robaste el corazón", "Tu poeta", "Como el color de la sangre", "Lenguaje de amor", "Derroche de amor", "Soy soldado", entre outras.
Colaborou com artistas de língua portuguesa como Thalles Roberto.

## Discografia
| Ano  | Álbum                                     | Gravadora                              |
| ---- | ----------------------------------------- | -------------------------------------- |
| 1999 | Tiempo de la cruz                         | MV Records                             |
| 2002 | Al taller del maestro                     | MV Records/CanZion                     |
| 2003 | En vivo - CD/DVD                          | CanZion                                |
| 2005 | Como un niño - CD/DVD                     | CanZion                                |
| 2006 | Acústico, el sonido del silencio - CD/DVD | CanZion                                |
| 2008 | Cuidaré de ti                             | CanZion                                |
| 2009 | Te puedo sentir - CD y DVD                | CanZion                                |
| 2010 | Lenguaje de amor                          | CanZion                                |
| 2012 | Regreso a ti                              | CanZion                                |
| 2014 | Regreso a ti 3D - CD/DVD/BLU-RAY          | CanZion                                |
| 2015 | Derroche de amor                          | Su Presencia Producciones / Tigo Music |
| 2016 | Tour Derroche de amor                     | MV Records / Su Presencia Producciones |
| 2017 | Momentos                                  | MV Records / Sony Music Latin          |
| 2020 | Soldados                                  | Kee Records / MV Records               |
| 2021 | Renovado                                  | MV Records                             |
| 2023 | Vida                                      | MV Records                             |

## Outros trabalhos

### Dublagem
Assim como Marcos Witt, Álex Campos não é dublador mas deu sua voz na série de televisão Angels Wars.

### Livros
Seu videobook "Del llanto a la sonrisa" foi uma produção feita para dar muito mais a conhecer sobre sua vida. Contém confissões, entrevistas, etc. Seu segundo livro intitulado "Poemas de Dios" foi lançado em abril de 2014. O autor explica -segundo ele- como é o culto genuíno de todos os dias em um cristão que ama verdadeiramente a Deus.